# Autonomos
Autonomos es un género de foraminífero bentónico considerado como nomen nudum e invalidado, y, aunque de estatus incierto, podría ser perteneciente al suborden Allogromiina del orden Allogromiida. No fue asignada su especie tipo, aunque Autonomos saturatus podría ser considerada como tal. Su rango cronoestratigráfico abarcaba el Holoceno.

## Discusión
Autonomos fue originalmente incluido en el grupo llamado Nus, junto con otros géneros de pared orgánica.

## Clasificación
Autonomos incluía a la siguiente especie:
- Autonomos saturatus